# بورگوریچو
بورگوریچو (به ایتالیایی: Borgoricco) یک کومونه در ایتالیا است که در استان پادووا واقع شده‌است. بورگوریچو ۲۰٫۵ کیلومتر مربع مساحت و ۸٬۱۶۳ نفر جمعیت دارد و ۱۸ متر بالاتر از سطح دریا واقع شده‌است.